# Halticoptera turgutvari
Halticoptera turgutvari is een vliesvleugelig insect uit de familie Pteromalidae. De wetenschappelijke naam is voor het eerst geldig gepubliceerd in 2006 door Doganlar.